# Górzno (powiat leszczyński)
Górzno – wieś w Polsce położona w województwie wielkopolskim, w powiecie leszczyńskim, w gminie Krzemieniewo.
W latach 1975−1998 miejscowość należała administracyjnie do województwa leszczyńskiego.

## Historia
W 1870 r. od Augusta Sułkowskiego majątek wsi Górzno został zakupiony przez Eduarda i Auguste Müller. Górzno pozostało własnością Müllerów do 1946 r. Z racji tejże Müllerowie byli niemieckimi osadnikami, do Górzna masowo zaczęli przybywać inni niemieccy kupcy i osadnicy. Wszystkie stanowiska pracy w posiadłości państwa Müllerów obejmowali Niemcy. Właściciel znany był ze swoich podróży do różnych zakątków świata, gdzie nabywał niezwykłe gatunki nowych drzew, a także nowe gatunki bydła. Müller rozbudował swą posiadłość: o krochmalnię (dzisiejszy tartak), gorzelnię, a następnie luksusowo urządzony pałac (1908–1912). W 1898 r. wybudowano kolejkę wąskotorową łączącą Górzno ze stacją kolejową w Garzynie. Kolejka została zlikwidowana, ale tory do dziś istnieją. W 1891 r. Müller wybudował szkołę, która stoi do dzisiaj po prawej stronie drogi z Garzyna do Górzna. W budynku organizowano naukę wyłącznie dla dzieci niemieckich. W 1933 r. po śmierci męża, właścicielką majątku została Annemarie Müller.
W Górznie znajduje się przy drodze nad jezioro Górznickie krzyż poświęcony Szwedom, którzy zginęli podczas potopu szwedzkiego. Dziś w miejscu pochówku bezimiennych Szwedów rośnie ponad 120-letni las. W czasie II wojny światowej krzyż został rozebrany, a po wojnie został zbudowany nowy krzyż.

## Instytucje
- Szpital Rehabilitacyno-Profilaktyczny MSWiA dla Dzieci i Młodzieży[4]